# Serhiï Popko
Serhiï Popko (en ukrainien Попко Сергій Миколайович), né le 13 janvier 1961 à Kiev (alors en Ukraine soviétique), est un militaire ukrainien, commandant des forces terrestres d'Ukraine de 2016 à 2019.

## Biographie
Il a fait ses études à l'école S. Frunze actuel Académie militaire d'Odessa. Avant il commandait la guerre du Donbass. Il fut remplacé à la tête de l'armée de terre par Oleksandr Syrsky le 5 août 2019.